# Barsbay
Pour les articles homonymes, voir Sayf ad-Dîn.

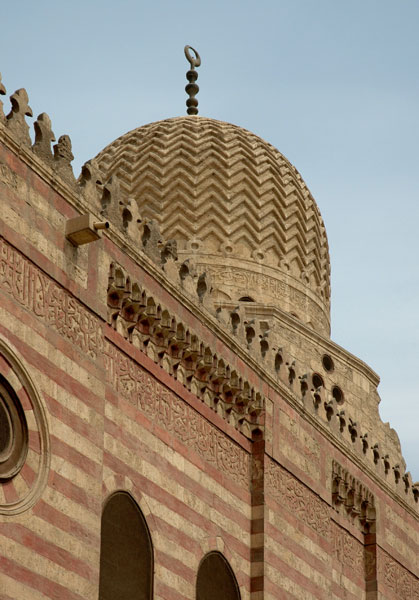
Le mausolée-médersa-mosquée de Barsbay au Caire, construit en 1431-1432

Al-Achraf Sayf ad-Dîn Barsbay (arabe الأشرف سيف الدين برسباي) est le neuvième sultan mamelouk burjite qui règne en Égypte de 1422 à 1438. C'est le dernier des grands sultans mamelouks.

## Biographie
D'origine circassienne, c'est un ancien esclave du premier sultan burjite, Barquq. Il est nommé gouverneur de Tripoli de Syrie le 2 mai 1418. Devenu précepteur de Muhammad fils de son prédécesseur Tatar qui n'a que dix ans lorsqu'il accède au trône. Un autre émir, nommé Djanibey est le régent. Il s'empare du trône en avril 1422 au détriment de Djanibey qui ne cessera de comploter contre lui. Sous son règne l’Égypte atteint son apogée territorial. La Haute-Mésopotamie et le Hedjaz sont ses vassaux.
Dès 1422, après les attaques des corsaires catalans, Barsbay ordonne de fermer le Saint-Sépulcre aux pèlerins chrétiens et interdit d'employer les Coptes dans l'administration. Il intervient trois fois à Chypre pour réprimer la piraterie chrétienne. Le roi Janus de Chypre, capturé en 1426 devient tributaire du Caire. En 1429, Barsbay s'empare d'Édesse au détriment des Aq Qoyunlu.
Le sultan mène une politique de réformes administratives, assainit les finances par l'augmentation des impôts et des droits de douane ce qui lui permet d’entretenir une armée couteuse. Le commerce du sucre (1423), du poivre (1429) et du cuivre deviennent monopole d’État ce qui provoque des conflits avec les marchands italiens et catalans. Barsbay répond au boycott par des expulsions.
Le 30 mai 1430 il signe à Rhodes un traité de paix et de commerce avec le roi d’Aragon qui encourageait la piraterie des Catalans et négociait avec l’Éthiopie chrétienne. Le monopole sur les épices est rétabli dès le mois de mais 1432 en dépit des clauses du traité, ce qui provoque en réaction la reprise de la course catalane. Alphonse d'Aragon pense à attaquer Alexandrie mais le projet n'aboutit pas. Les Catalans lancent des raids sur Tripoli (septembre-octobre 1433), Beyrouth (18 avril 1434). La flotte égyptienne réplique par une nouvelle expédition punitive contre les intérêts catalans à Chypre, puis le 5 août 1436 les corsaires catalans font un dernier coup de main à Aboukir. La défaite d'Alphonse le Magnanime à Ponza, le 5 août 1435 et sa captivité l'obligent à négocier. La paix est de nouveau signée en 1436 mais en 1437 les marchands catalans sont de nouveau expulsés.
Son règne correspond au début d'une période de crise économique marqué par une forte dévaluation de la monnaie en Égypte : le dinar, qui valait 20 dirhams au XIIIe siècle, en vaut 240 en 1412, 300 en 1456 et 460 en 1458. À cause de cette inflation, commerçants et artisans sont obligés de consentir des augmentations de salaire au moment où leurs affaires sont au plus mal. Au Caire et à Alexandrie, les souks ferment en grand nombre. L'ouverture de la route des Indes par le cap de Bonne-Espérance par Vasco de Gama en 1498 achève de ruiner le commerce de la mer Rouge.
Atteint d'une maladie dégénérative, Barsbay meurt au Caire le 7 juin 1438. Son mausolée, complexe qui comprend médersa et khanqah, s'élève dans le cimetière du nord du Caire. Son fils Al-Azîz Jamal ad-Dîn Yusuf lui succède quelques mois avant d'être renversé par l'émir Jaqmaq le 7 août 1438.